# Marconi Stallions
Marconi Stallions is een Australische voetbalclub uit Sydney. De club speelde jarenlang in de National Soccer League. Sinds de opheffing van deze competitie in 2004 komt Marconi Stallions uit in de New South Wales Premier League. Marconi Stallions geldt als een van de succesvolste Australische clubs met diverse statentitels en vier NSL-titels, een aantal dat alleen door South Melbourne FC wordt geëvenaard. De clubkleuren zijn lichtblauw en wit. Het thuisstadion van Marconi Stallions is het Marconi Stadium, dat een capaciteit van 12.000 plaatsen heeft.
Marconi Stallions werd in 1956 opgericht door Italiaanse immigranten als Marconi Fairfield. Deze naam werd afgeleid van Guglielmo Marconi, de Italiaanse uitvinder van de radio en de voorstad Fairfield waar de club vandaan komt. De naam van de club werd later veranderd in het huidige Marconi Stallions. Italiaanse Australiërs zijn nog steeds de belangrijkste groep supporters van Marconi. Ook de huidige voorzitter, Tony Campolongo, is van Italiaanse afkomst.

## Erelijst
- National Soccer League

1979, 1988, 1989, 1993

## Bekende (oud-)spelers
- Michael Beauchamp
- Josaia Bukalidi
- Ante Čović
- Frank Farina
- Edi Krnčević
- Paul Okon
- Mark Schwarzer
- Michael Thwaite
- Archie Thompson
- Christian Vieri (jeugd)
- Lido Vieri
- Massimiliano Vieri (jeugd)